# Federico Baldeschi Colonna
Federico Baldeschi Colonna (Perugia, 2 de setembro de 1625 - Roma, 4 de outubro de 1691) foi um cardeal do século XVII

## Biografia
Nasceu em Perugia em 2 de setembro de 1625. Seu primeiro sobrenome também está listado como Ubaldi. Filho de Jacopo Baldeschi e Artemisia della Concia. Parente do Papa Clemente X. Conhecido como cardeal Colonna porque logo após receber o cardinalato, foi adotado por seu parente, o príncipe Sciarra Colonna di Carbognano. Seu sobrenome também está listado como Colonna Baldeschi; e como Ubaldi Baldeschi Colonna.
Chamado a Roma pelo Cardeal Giovanni Giacomo Panciroli, secretário de Estado. Governador da cidade de Faenza. Governador da província de Sabina. Governador da cidade de Fabriano. Referendário dos Tribunais da Assinatura Apostólica da Justiça e da Graça..
Eleito arcebispo titular de Cesaréia, 6 de julho de 1665. Consagrado, 12 de julho de 1665, igreja de S. Maria em Vallicella, pelo cardeal Federico Sforza, auxiliado por Giacomo Theodoli, bispo de Forli, e por Giacinto Cordella, bispo de Venafro. Núncio na Suíça de 15 de julho de 1665 até março de 1668. Secretário da SC da Propaganda Fide, 7 de maio de 1668. Assessor da Suprema SC da Inquisição Romana e Universal, 22 de março de 1673..
Criado cardeal e reservado in pectore no consistório de 12 de junho de 1673; publicado no consistório de 17 de dezembro de 1674; recebeu o gorro vermelho e o título de S. Marcello, em 28 de janeiro de 1675. Prefeito da SC do Conselho Tridentino, em 4 de maio de 1675 até sua morte. Participou do conclave de 1676, que elegeu o Papa Inocêncio XI. Camerlengo do Sagrado Colégio dos Cardeais, 11 de janeiro de 1683 até 10 de janeiro de 1684. Optou pelo título de S. Anastasia, 9 de abril (ou 1º de outubro) de 1685. Participou do conclave de 1689, que elegeu o Papa Alexandre VIII. Entrou no conclave de 1691, que elegeu o Papa Inocêncio XII; ele teve que sair por causa da doença em 29 de junho de 1691..
Morreu em Roma em 4 de outubro de 1691, às 3 horas da manhã, no palácio Colonna Sciarra, em Roma. Exposto na igreja de S. Andrea della Valle, Roma, onde o funeral ocorreu em 6 de outubro de 1691; à tarde, transferido para a igreja do Collegio di Propaganda Fide , Roma, e sepultado naquela igreja..